# Oskar Schiele
Oskar Schiele (Halberstadt, Saxònia-Anhalt, 14 d'abril de 1889 - Magdeburg, Saxònia-Anhalt, 1 de juliol de 1950) va ser un nedador alemany que va competir a principis del segle xx.
El 1906, als Jocs Intercalats, guanyà la medalla de plata en la prova dels relleus 4x250 metres lliures, formant equip amb Ernst Bahnmeyer, Max Pape i Emil Rausch. En la milla estil lliure fou setè.
Sis anys més tard, als Jocs d'Estocolm de 1912, disputà les proves dels 400 lliures, relleus 4x200 i 100 esquena, sent la quarta posició en la prova de relleus la millor que aconseguí.